# 1994년 산마리노 그랑프리
1994년 산마리노 그랑프리(1994 San Marino Grand Prix)는 1994년 5월 1일 이탈리아 이몰라의 엔초 에 디노 페라리 자동차 경주장에서 열린 포뮬러 원 1994 시즌의 세번째 경기이다. 베네통의 미하엘 슈마허가 우승하였으며 페라리의 니콜라 라리니가 2위, 맥라렌의 미카 하키넨이 3위를 차지했다.

1994년의 두 사망 사고 이후 변경된 이몰라 서킷의 레이아웃

이 경기에서 일어난 여러 사고들로 인해 오스트리아 드라이버 롤란트 라첸베르거와 3회 세계 챔피언 아이르통 세나가 사망하였으며, 후벵스 바히셸루와 여러 정비공, 관중들이 부상을 입었다. 이는 1982년 캐나다 그랑프리 이후 포뮬러 원의 첫 인명사고였다. 세나의 장례는 브라질 상파울루에서 국장으로 치러졌으며, 이탈리아 검찰이 세나의 사망과 관련하여 프랭크 윌리엄스, 패트릭 헤드와 에이드리언 뉴이 등 여섯 명을 기소하였으나 무죄를 선고받았다.
1994년 산마리노 그랑프리의 사고는 1994년 시즌과 나아가 포뮬러 원에 큰 변화를 불러왔다. 그랑프리 드라이버 협회가 12년만에 재구성되었으며, 여러 경주장의 레이아웃과 차량 디자인이 변경되었다. 새로 도입된 규제들로 포뮬러 원 차량의 속도가 느려졌으며, 신규 경주장이 도로와 벽 사이에 넓은 런오프 구간을 확보하게 되었다. 사고 후 안전 규정과 표준들이 증대되면서 2014년 일본 그랑프리에서 쥘 비앙키가 사고를 당하기 전까지 포뮬러 원에서 사망 사고가 일어나지 않았다.

## 같이 보기
- 세나: F1의 신화